# Brooke Bundy
Brooke Bundy (New York, 8 agosto 1943) è un'attrice statunitense.

## Filmografia parziale

### Cinema
- L'ora della furia (Firecreek), regia di Vincent McEveety (1968)
- The Young Runaways, regia di Arthur Dreifuss (1968)
- Obiettori di coscienza per ragioni sessuali (The Gay Deceivers), regia di Bruce Kessler (1969)
- Missione letale (Mission Kill), regia di David Winters (1985)
- Explorers, regia di Joe Dante (1985)
- L'aereo più pazzo del mondo 3 (Stewardess School), regia di Ken Blancato (1986)
- Nightmare 3 - I guerrieri del sogno (A Nightmare on Elm Street 3: Dream Warriors), regia di Chuck Russell (1987)
- Nightmare 4 - Il non risveglio (A Nightmare on Elm Street 4: The Dream Master), regia di Renny Harlin (1988)
- Survival Quest, regia di Don Coscarelli (1989)
- Twice Dead, regia di Bert L. Dragin (1988)
- Fuga pericolosa (Riding the Edge), regia di James Fargo (1989)
- Testimone poco attendibile (Never Cry Devil), regia di Rupert Hitzig (1989)
- Beverly Hills Bodysnatchers, regia di Jonathan Mostow (1989)

### Televisione
- The Donna Reed Show – serie TV, 2 episodi (1962-1963)
- Mr. Novak – serie TV, episodi 1x04-1x16-2x05 (1963-1964)
- Gunsmoke – serie TV, 2 episodi (1963-1966)
- Il virginiano (The Virginian) – serie TV, 2 episodi (1964-1966)
- Polvere di stelle (Bob Hope Presents the Chrysler Theatre) – serie TV, 2 episodi (1966-1967)
- Bonanza – serie TV, 2 episodi (1965-1967)
- Squadra speciale anticrimine (The Felony Squad) – serie TV, episodio 3x04 (1968)
- Missione impossibile (Mission: Impossible) – serie TV, 2 episodi (1969)
- Lancer – serie TV, 2 episodi (1969)
- Formula per un delitto (Along Came a Spider) – film TV (1970)
- Lassie – serie TV, 2 episodi (1965-1971)
- Io e i miei tre figli (My Three Sons) – serie TV, 4 episodi (1963-1971)
- Travis Logan, D.A. – film TV (1971)
- Mannix – serie TV, 2 episodi (1967-1971)
- Un'avventura di Nick Carter (Adventures of Nick Carter) – film TV (1972)
- F.B.I. (The F.B.I.) – serie TV, 4 episodi (1968-1973)
- Mod Squad, i ragazzi di Greer (The Mod Squad) – serie TV, 4 episodi (1968-1973)
- Difesa a oltranza (Owen Marshall: Counselor at Law) – serie TV, 2 episodi (1973)
- Squadra emergenza (Emergency!) – serie TV, 3 episodi (1972-1974)
- Medical Center – serie TV, 3 episodi (1969-1974)
- Cannon – serie TV, 2 episodi (1971-1975)
- Pepper Anderson - Agente speciale (Police Woman) – serie TV, 2 episodi (1976)
- Francis Gary Powers: The True Story of the U-2 Spy Incident – film TV (1976)
- Il tempo della nostra vita (Days of Our Lives) – soap opera, 174 puntate (1975-1977)
- Insight – serie TV, 3 episodi (1968-1977)
- The Man in the Santa Claus Suite – film TV (1979)
- General Hospital – serie TV, 9 episodi (1977-1981)
- I ragazzi di padre Murphy (Father Murphy) – serie TV, 2 episodi (1982)
- CHiPs – serie TV, 2 episodi (1977-1982)
- La legge del giustiziere (Two Fathers' Justice) – film TV (1985)
- Ultime notizie (News at Eleven) – film TV (1986)
- Star Trek: The Next Generation – serie TV, episodio 1x03 (1987)
- Un giorno da dimenticare (Without Her Consent) – film TV (1990)